# Séquence Thuillier
La séquence Thuillier ou ensemble Thuillier est un ensemble de six maisons contigües présentant plusieurs éléments de style Art nouveau à Liège. Elle est l'œuvre de l'architecte liégeois Hubert Thuillier.

## Situation
Les six maisons de la Séquence Thuillier se situent à Liège dans la très longue rue des Vennes, sur la rive droite de la Meuse, du no 127 au no 137.

## Description
Bien que de gabarit généralement identique, chaque construction  est différente depuis le choix des matériaux, la diversité des portes et baies vitrées jusqu'à l'ornementation et la décoration.
Par contre, les points communs de ces constructions valent par le changement de matériaux entre le rez-de-chaussée et les étages et la présence de sculptures sur pierre. Aucune trace de sgraffite, de mosaïque ni de céramique.

### N° 127
Dans cette première maison, on remarquera surtout le linteau de la porte sculpté d'une tête de petit diable menaçant mais sympathique. Au rez-de-chaussée, les moellons de grès sont placés à l'état brut et, aux étages, on retrouve des séquences de quatre lignes de briques rouges pour une ligne de briques blanches.

### N° 129
Les pierres de grès du rez-de-chaussée sont séparées des briques par un cordon de petit granit. Ici, six lignes de briques blanches vernissées sont toujours interrompues par une ligne de briques rouges. On observera que la largeur des briques (blanches ou rouges) change à chaque ligne (demis briques puis briques entières). Le balcon du premier étage présente une ferronnerie toute en légèreté.

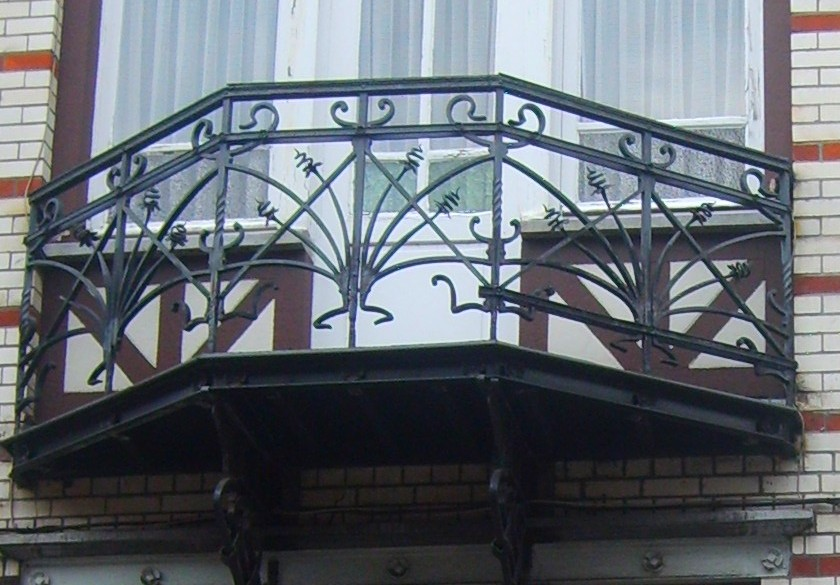
Liège, rue des Vennes, 129

### N° 131
Les matériaux sont la pierre calcaire et la brique rouge. Mais les éléments les plus remarquables de cette maison sont les linteaux en coup de fouet. Celui de la porte, surmonté d'une petite tête enfantine, se prolonge en saillie jusqu'à la maison voisine. Un jeu de petit bois de couleur bordeaux embellit les baies vitrées.

### N° 133
Le grès vert du soubassement est séparé de la brique rouge par un cordon arrondi de pierre de taille qui court jusqu'au linteau de la porte d'entrée. L'encadrement de cette porte est agrémenté de deux fleurs et d'une tête de bonhomme jovial sculptés dans la pierre. On peut aussi remarquer le joli dessin des petits bois sur toutes les baies vitrées (motifs évasés aux deux premiers niveaux et elliptique au dernier étage). Ce dernier étage présente un jeu de briques rouges et blanches. Une étonnante avancée de la corniche au tiers central de la façade ponctue cette construction.

### N° 135
On retiendra de cette maison la présence sur l'allège du rez-de-chaussée, dans un cartouche, d'une sculpture d'un ravissant petit hibou. L'alternance assez inédite de briques rouges et de grès brut sur la partie droite du rez-de-chaussée ainsi qu'au dernier niveau est l'autre originalité de cette construction.

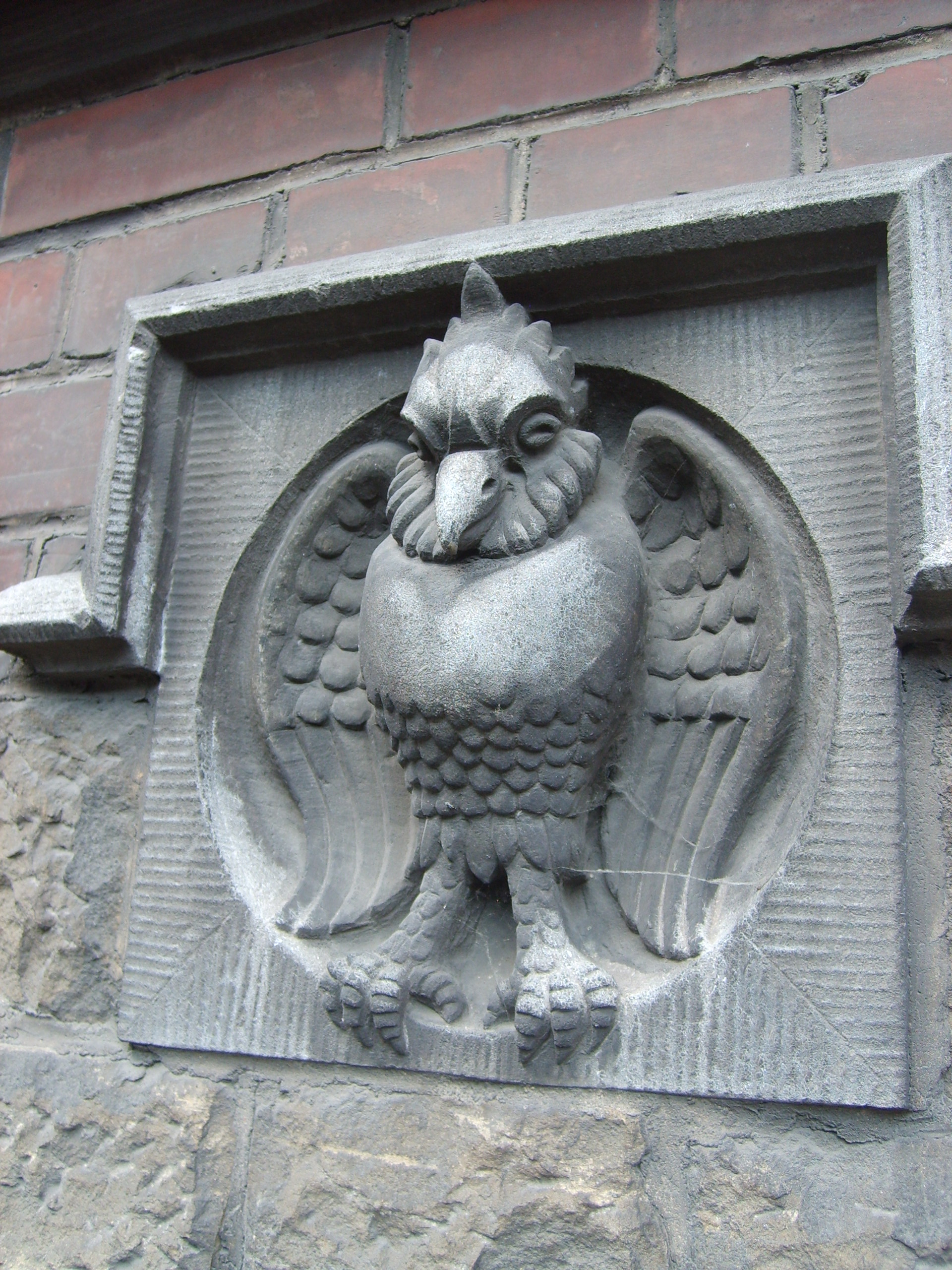
Liège, rue des Vennes, 135 : hibou

### N° 137
Quatre matériaux sont utilisés sur cette façade. De bas en haut : des moellons de pierre calcaire, ensuite, une juxtaposition de grès et de calcaire  puis des briques rouges et enfin un enduit avec dessin de colombages. La partie supérieure (et parfois inférieure) des baies est agrémentée de vitraux dont certains de forme circulaire. Au demi-étage, un large tympan abrite deux cartouches représentant Tchantchès et Nanesse, symboles du folklore liégeois.

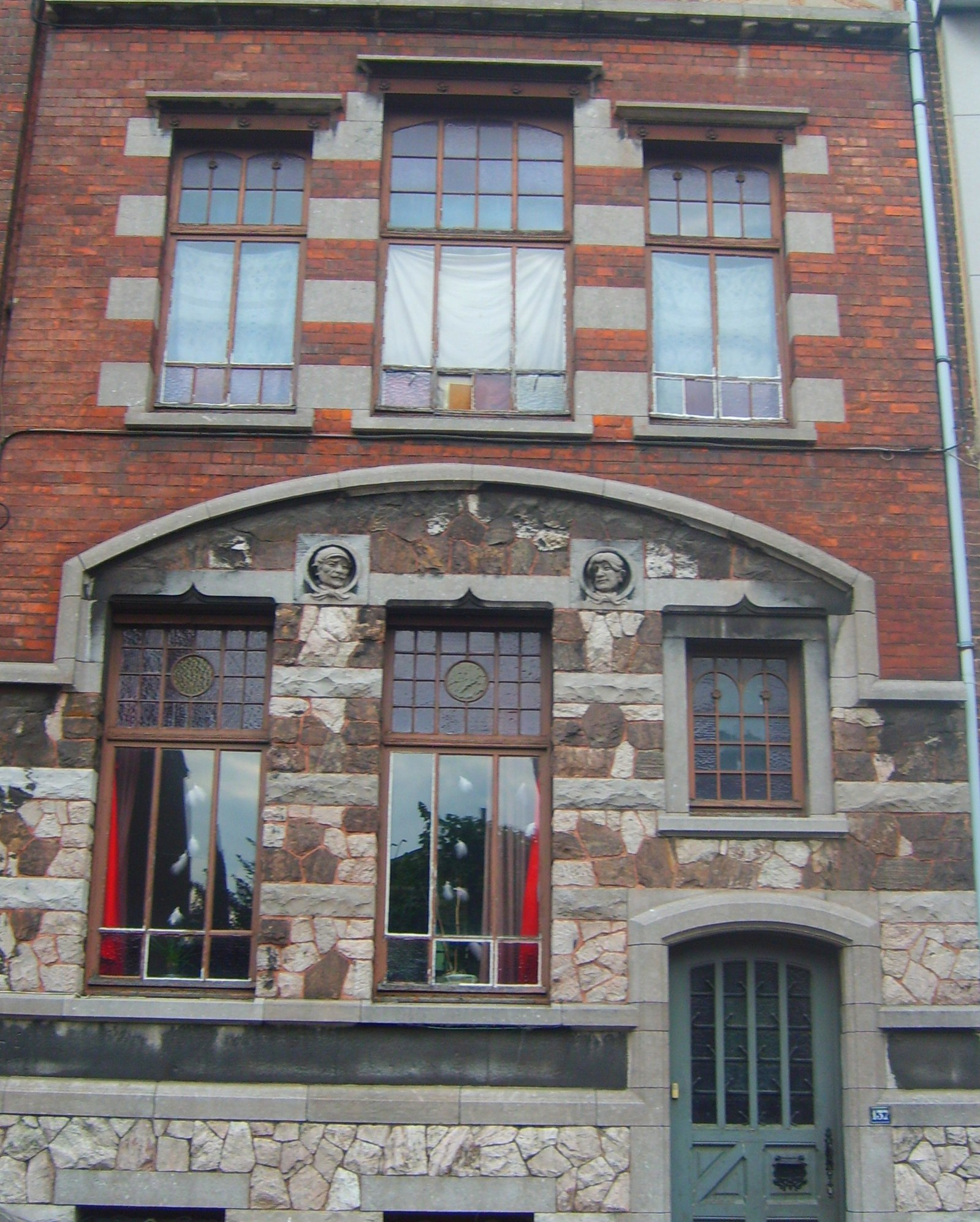
Liège, rue des Vennes, 137

### Source
- Alice Delvaille et Philippe Chavanne, L'art nouveau en Province de Liège, Éditions du Perron, 2002  (ISBN 2-87114-188-6)